# Albert Lippmann
Albert Lippmann (fl. XX secolo) è stato un tennista francese.

## Biografia
Lippmann partecipò ai Giochi della II Olimpiade di Parigi al torneo di singolo, in cui fu eliminato al primo turno.